# Hans Joachim Herwald
Hans-Joachim Herwald (* 1944 in Gronau, Westfalen) ist ein deutscher Hörspielproduzent und Tontechniker.

## Leben und Karriere
Herwald absolvierte eine Ausbildung sowie ein Studium. Er arbeitete u. a. mit Udo Lindenberg und Otto Waalkes zusammen. Es folgten eigene Hörspielproduktionen, bei denen Hans-Joachim Herwald auch als Produzent tätig war. Er war über 30 Jahre als Hörspielproduzent tätig, u. a. für Hörspiele wie Alf, Der König der Löwen, Pippi Langstrumpf und Produktionen nach Romanen von Edgar Wallace oder der Disney-Zeichentrickserie Darkwing Duck.
Der gelernte Tonmeister arbeitete zunächst in Köln. Danach leitete er ein Tonstudio in Hamburg, wo er Musik und bereits auch Hörspiele aufnahm, zunächst unter Peter Folken und Konrad Halver. In den 1970er Jahren machte er sich dann als Hörspielproduzent selbständig und zeichnete für zahlreiche mehr oder weniger erfolgreiche Produktionen verantwortlich.
Herwald tritt bisweilen auch als Sprecher in Produktionen auf; ein früher Auftritt diesbezüglich entstand für Onkel Bill. Bill Ramsey singt viele neue Lieder und erzählt lustige Geschichten (1976). Hier übernahm er die Rolle des Tonmeisters, in der er auch an der Produktion selbst beteiligt war.